# Thomasomys paramorum
Thomasomys paramorum är en däggdjursart som beskrevs av Thomas 1898. Thomasomys paramorum ingår i släktet paramoråttor, och familjen hamsterartade gnagare. IUCN kategoriserar arten globalt som livskraftig. Inga underarter finns listade i Catalogue of Life.
Arten förekommer i Anderna i Ecuador och i sydvästra Colombia. Den lever i regioner mellan 2000 och 4300 meter över havet. Habitatet utgörs av fuktiga bergsskogar och av landskapet Páramo. Individerna går främst på marken och de vistas ofta nära vattendrag.